# Lelisa Desisa
Lelisa Desisa (14 januari 1990) is een Ethiopische atleet, die is gespecialiseerd in de lange afstand. Hij won drie major marathons en werd in 2019 wereldkampioen op de marathon.

## Biografie
Desisa is geboren in de regio Oromia. Zijn eerste internationale prestatie leverde hij in 2009 met het winnen van de 10.000 m bij de Afrikaanse jeugdkampioenschappen. In 2010 stapte hij over op het lopen van wegwedstrijden en boekte daarin direct enkele successen. Al in januari liep hij zijn eerste halve marathon binnen de 60 minuten door in Abu Dhabi derde te worden in 59.59. In Parijs werd hij enkele maanden later in de eindsprint van de halve marathon verslagen door Wilson Kiprop, waarna hij, na in oktober op het WK halve marathon in Nanking zevende te zijn geworden, het jaar in november beëindigde met een tweede plaats achter Geoffrey Mutai in de halve marathon van New Delhi in 59.39, een persoonlijk record.
In 2011 kreeg hij ook in Nederland bekendheid met zijn overwinning bij de City-Pier-City Loop, waarbij hij zijn PR alweer verder bijstelde tot 59.37.
In 2013 maakte Desisa zijn marathondebuut op de marathon van Dubai in een tijd van 2:04.45. Op dat moment was dat de op twaalf na snelste tijd ooit gelopen op de marathon. Later dat jaar was hij opnieuw de sterkste, ditmaal bij de Boston Marathon. Met een tijd van 2:10.22 bleef hij de Keniaan Micah Kogo, die in 2:10.27 over de finish kwam, nipt voor. Twee jaar later, in 2015, won hij wederom de Boston Marathon, in een tijd van 2:09.17.
In 2018 won hij opnieuw een Major marathon, de New York City Marathon.
Lelisa Desisa is vrijgezel en wordt gesponsord door het Amerikaanse bedrijf Nike. Sinds 2009 wordt hij gemanaged door Elite Sports Management International (ESMI).

## Titels
- Wereldkampioen marathon - 2019
- Afrikaans jeugdkampioen 10.000 m - 2009

## Persoonlijke records
Baan
| Afstand  | Tijd     | Datum         | Plaats            |
| -------- | -------- | ------------- | ----------------- |
| 3000 m   | 8.33,72  | 25 april 2009 | Addis Ababa       |
| 5000 m   | 13.22,91 | 9 juni 2012   | Villeneuve-d'Ascq |
| 10.000 m | 27.11,98 | 27 mei 2012   | Hengelo           |

Weg
| Afstand        | Tijd    | Datum            | Plaats    |
| -------------- | ------- | ---------------- | --------- |
| 10 km          | 27.57   | 21 november 2010 | New Delhi |
| 15 km          | 42.25   | 21 november 2010 | New Delhi |
| 20 km          | 56.38   | 27 november 2011 | New Delhi |
| halve marathon | 59.30   | 27 november 2011 | New Delhi |
| marathon       | 2:04.45 | 25 januari 2013  | Dubai     |

## Palmares

### 10.000 m
- 2009:  Afrikaanse jeugdkamp. - 28.46
- 2012:  Meeting International De La Province de Liége Naimette-Xhovémont - 27.18,17
- 2012:  FBK Games - 27.11,98

### 10 km
- 2009:  Corrida van Houilles - 28.35
- 2010:  Peachtree Road Race - 27.58
- 2010:  Bolder Boulder 10K - 29.17
- 2010:  ING Ottawa Marathon/10K - 28.08
- 2010: 6e Crescent City Classic 10K - 28.41
- 2011:  Cooper River Bridge Run - 28.59
- 2011:  TCS World 10K - 28.13
- 2011:  World’s Best 10K - 28.02
- 2011:  Cooper River Bridge Run - 28.59

### 15 km
- 2010:  Utica Boilermaker - 42.46

### 10 Eng. mijl
- 2010:  Cherry Blossom 10 Mile - 45.44
- 2011:  Cherry Blossom 10 Mile - 45.36

### halve marathon
- 2010:  halve marathon van Zayed (Abu Dhabi) - 59.59
- 2010:  halve marathon van Parijs - 1:01.28
- 2010: 7e WK in Nanking - 1:01.28
- 2010:  halve marathon van New Delhi - 59.39
- 2011:  City-Pier-City Loop - 59.37
- 2011:  halve marathon van Delhi - 59.30
- 2012: 6e halve marathon van Delhi - 1:02.50
- 2014:  halve marathon van Ras al-Khaimah - 59.36
- 2016:  halve marathon van Houston - 1:00.37
- 2018: 10e halve marathon van Ras al-Khaimah - 1:00.28
- 2018: 7e halve marathon van Kopenhagen - 59.52
- 2019: 13e halve marathon van Ras al-Khaimah - 1:00.36

### marathon
- 2013:  marathon van Dubai - 2:04.45
- 2013:  Boston Marathon - 2:10.22
- 2013:  WK in Moskou - 2:10.12
- 2014:  New York City Marathon - 2:11.06
- 2015:  marathon van Dubai - 2:05.52
- 2015:  Boston Marathon - 2:09.17
- 2015: 7e WK in Peking - 2:14.54
- 2015:  New York City Marathon - 2:12.10
- 2016:  Boston Marathon - 2:13.32
- 2017:  New York City Marathon - 2:11.32
- 2018:  New York City Marathon - 2:05.59
- 2019:  WK in Doha - 2:10.40
- 2020: 35e marathon van Valencia - 2:10.44

1983 Robert de Castella ·
1987 Douglas Wakiihuri ·
1991 Hiromi Taniguchi ·
1993 Mark Plaatjes ·
1995 Martín Fiz ·
1997 Abel Anton ·
1999 Abel Anton ·
2001 Gezahegne Abera ·
2003 Jaouad Gharib ·
2005 Jaouad Gharib ·
2007 Luke Kibet ·
2009 Abel Kirui ·
2011 Abel Kirui ·
2013 Stephen Kiprotich ·
2015 Ghirmay Ghebreslassie ·
2017 Geoffrey Kirui ·
2019 Lelisa Desisa ·
2022 Tamirat Tola ·
2023 Victor Kiplangat